# SN 2007fr
SN 2007fr – supernowa typu Ia odkryta 14 lipca 2007 roku w galaktyce A213708+0026. W momencie odkrycia miała maksymalną jasność 18,90m.